# ۳۱ فروردین
۳۱ فروردین سی و یکمین روز از سال در گاه شماری خورشیدی است. به پایان سال ۳۳۴ روز (۳۳۵ روز در سال کبیسه) مانده‌است.

## رویدادها
- ۱۳۸۴ - حادثه ۳۱ فروردین ۱۳۸۴ فروند بوئینگ ۷۰۷ هواپیمایی ساها
- ۱۴۰۳ - حمله اسرائیل به ایران

## زادروزها
- ۱۳۶۴ - سجاد افشاریان، نویسنده
- ۱۳۷۸ - محدثه مشتاقی، والیبالیست

## درگذشت‌ها
- ۱۳۰۸ - محمد میرزا کاشف السلطنه، سیاستمدار، نویسنده، مشروطه خواه و پدر چای ایران
- ۱۳۶۶ - محمدتقی شریعتی، پدر علی شریعتی
- ۱۳۸۹ - حمیده خیرآبادی، بازیگر
- ۱۳۹۰ - حسین گنجینه، بنیان‌گذار چاپ سیلک اسکرین و چاپ کلاقه‌ای در ایران
- ۱۳۹۵ - مهرداد اولادی، بازیکن فوتبال
- ۱۳۹۸ - منیر شاهرودی فرمانفرمائیان، نقاش
- ۱۴۰۲ - خلیل عقاب، بازیگر و سیرک‌باز